# Линейная задача о дополнительности
Линейная задача о дополнительности (LCP) — задача математической теории оптимизации, часто возникающая в вычислительной механике и охватывающая хорошо известное квадратичное программирование как частный случай. Задача была предложена Коттлом и Данцигом в 1968 году.

## Формулировка
Даны действительные матрица M и вектор q. Задача линейной дополнительности (LCP) предусматривает определение по (q, M) векторов z и w, которые удовлетворяют следующим ограничениям:
- {\displaystyle w,z\geqslant 0,} (то есть каждая компонента этих векторов неотрицательна)
- {\displaystyle z^{T}w=0} или, что эквивалентно, {\displaystyle \sum \nolimits _{i}w_{i}z_{i}=0.} Это условие из теории дополнительности[англ.], так как из него следует тот факт, что для всех {\displaystyle i} хотя бы одна из величин {\displaystyle w_{i}} и {\displaystyle z_{i}} может быть положительна.
- {\displaystyle w=Mz+q}

Достаточным условием существования и единственности решения этой задачи является то, что матрица M должна быть симметричной положительно определённой. Если матрица M такова, что LCP (q, M) имеет решение для каждого q, то M является Q-матрицей. Если M таково, что LCP (q, M) имеет единственное решение для каждого q, то M является P-матрицей. Обе эти характеристики являются достаточными и необходимыми.
Вектор w является переменной рассогласования и поэтому она обычно отбрасывается после нахождения z. Таким образом, задача также может быть сформулирована следующим образом:
- {\displaystyle Mz+q\geqslant 0}
- {\displaystyle z\geqslant 0}
- {\displaystyle z^{\mathrm {T} }(Mz+q)=0} (условие дополнительности)